# Liste des communes de Rhénanie-Palatinat
Cet article recense les communes de Rhénanie-Palatinat, en Allemagne.

## Statistiques
Au 1er janvier 2009, le Land de Rhénanie-Palatinat comprend 2 306 communes (Gemeinden en allemand) ou villes (Städte). Elles se répartissent de la sorte :
- 123 villes, dont :
  - 12 villes-arrondissements (kreisfreie Städte) ;
  - 8 grandes villes d'arrondissement (große kreisangehörige Städte) ;
  - 17 villes non-fusionnées, c'est-à-dire ne faisant pas partie d'une commune fusionnée, une collectivité administrative rassemblant plusieurs villes ou communes (verbandsfreie Städte) ;
  - 86 villes fusionnées (verbandsangehörige Städte) ;

- 2 183 communes (Gemeinden), dont :
  - 12 communes non-fusionnées (verbandsfreie Gemeinden) ;
  - 2 171 communes fusionnées (verbandsangehörige Gemeinden).

Au total, le Land compte 163 communes fusionnées, regroupant 86 villes et 2 171 communes.
La Rhénanie-Palatinat est le Land allemand comportant le plus de communes ou de villes ; leur superficie moyenne est également la plus petite d'Allemagne.

## Liste

### Villes-arrondissements
- Coblence (Koblenz)
- Deux-Ponts (Zweibrücken)
- Frankenthal (Frankenthal (Pfalz))
- Kaiserslautern
- Landau in der Pfalz
- Ludwigshafen (Ludwigshafen am Rhein)
- Mayence (Mainz, capitale)
- Neustadt an der Weinstraße
- Pirmasens
- Spire (Speyer)
- Trèves (Trier)
- Worms

### Grandes villes d'arrondissement
- Andernach
- Bad Kreuznach
- Bingen am Rhein
- Idar-Oberstein
- Ingelheim am Rhein
- Lahnstein
- Mayen
- Neuwied

### Villes non-fusionnées
- Alzey
- Bad Dürkheim
- Bad Neuenahr-Ahrweiler
- Berndorf
- Bitburg
- Boppard
- Cochem
- Germersheim
- Grünstadt
- Herdorf
- Kirn
- Osthofen
- Remagen
- Schifferstadt
- Sinzig
- Wittlich
- Wörth am Rhein

### Villes fusionnées
- Adenau
- Altenkirchen (Westerwald)
- Annweiler am Trifels
- Bacharach
- Bad Bergzabern
- Bad Breisig
- Bad Ems
- Bad Hönningen
- Bad Marienberg
- Bad Münster am Stein-Ebernburg
- Bad Sobernheim
- Baumholder
- Bernkastel-Kues
- Betzdorf
- Birkenfeld
- Braubach
- Dahn
- Daun
- Deidesheim
- Dierdorf
- Diez
- Edenkoben
- Eisenberg (Pfalz)
- Freinsheim
- Gau-Algesheim
- Gerolstein
- Hachenburg
- Hagenbach
- Hermeskeil
- Hillesheim
- Höhr-Grenzhausen
- Hornbach
- Kaisersesch
- Kandel
- Kastellaun
- Katzenelnbogen
- Kaub
- Kirchberg (Hunsrück)
- Kirchen (Sieg)
- Kirchheimbolanden
- Konz
- Kusel
- Kyllburg
- Lambrecht (Pfalz)
- Landstuhl
- Lauterecken
- Linz am Rhein
- Manderscheid
- Meisenheim
- Mendig
- Montabaur
- Mülheim-Kärlich
- Münstermaifeld
- Nassau
- Nastätten
- Neuerburg
- Nieder-Olm
- Obermoschel
- Oberwesel
- Oppenheim
- Otterberg
- Polch
- Prüm
- Ramstein-Miesenbach
- Ransbach-Baumbach
- Rennerod
- Rhens
- Rockenhausen
- Rodalben
- Saarburg
- Sankt Goar
- Saint-Goarshausen
- Schweich
- Selters (Westerwald)
- Simmern/Hunsrück
- Stromberg
- Traben-Trarbach
- Unkel
- Vallendar
- Wachenheim an der Weinstraße
- Weißenthurm
- Westerburg
- Wirges
- Wissen
- Wolfstein
- Zell

### Communes non-fusionnées
- Altrip
- Bobenheim-Roxheim
- Böhl-Iggelheim
- Budenheim
- Grafschaft
- Haßloch
- Lambsheim
- Limburgerhof
- Morbach
- Mutterstadt
- Neuhofen
- Römerberg

### Communes fusionnées

#### A
- Aach
- Abentheuer
- Abtweiler
- Acht
- Achtelsbach
- Adenbach
- Affler
- Ahrbrück
- Ailertchen
- Albersweiler
- Albessen
- Albig
- Albisheim
- Alf
- Alflen
- Alken
- Allenbach
- Allendorf
- Allenfeld
- Almersbach
- Alpenrod
- Alsbach
- Alsdorf (Eifel)
- Alsdorf (Westerwald)
- Alsenz
- Alsheim
- Altdorf
- Altenahr
- Altenbamberg
- Altendiez
- Altenglan
- Altenkirchen
- Alterkülz
- Althornbach
- Altlay
- Altleiningen
- Altrich
- Altscheid
- Altstrimmig
- Altweidelbach
- Ammeldingen an der Our
- Ammeldingen bei Neuerburg
- Anhausen
- Anschau
- Antweiler
- Appenheim
- Arbach
- Aremberg
- Arenrath
- Arft
- Argenschwang
- Argenthal
- Armsheim
- Arnshöfen
- Arzbach
- Arzfeld
- Asbach (Hunsrück)
- Asbach (Westerwald)
- Aschbach
- Aspisheim
- Astert
- Attenhausen
- Atzelgift
- Auderath
- Auel
- Auen
- Aull
- Auw an der Kyll
- Auw bei Prüm
- Ayl

#### B
- Baar
- Bachenberg
- Bad Bertrich
- Badem
- Badenhard
- Badenheim
- Baldringen
- Balduinstein
- Balesfeld
- Bann
- Bannberscheid
- Barbelroth
- Bärenbach (près Kirn)
- Bärenbach (Hunsrück)
- Barweiler
- Bärweiler
- Basberg
- Bassenheim
- Battenberg (Pfalz)
- Battweiler
- Bauler (près Adenau)
- Bauler (près Neuerburg)
- Bausendorf
- Baustert
- Bayerfeld-Steckweiler
- Becheln
- Bechenheim
- Becherbach (Palatinat)
- Becherbach bei Kirn
- Bechhofen
- Bechtheim
- Bechtolsheim
- Bedesbach
- Beilingen
- Beilstein
- Beindersheim
- Beinhausen
- Bekond
- Belg
- Belgweiler
- Bell (Mayen-Coblence)
- Bell (Rhin-Hunsrück)
- Bellheim
- Bellingen
- Beltheim
- Bengel
- Bennhausen
- Benzweiler
- Bereborn
- Berenbach
- Berg (près Ahrweiler)
- Berg (Rhin-Lahn)
- Berg (Pfalz)
- Bergen
- Bergenhausen
- Berghausen
- Berglangenbach
- Berglicht
- Bergweiler
- Berkoth
- Berlingen
- Bermel
- Bermersheim
- Bermersheim vor der Höhe
- Berndorf
- Berndroth
- Berod bei Hachenburg
- Berod bei Wallmerod
- Berscheid
- Berschweiler bei Baumholder
- Berschweiler bei Kirn
- Berzhahn
- Berzhausen
- Bescheid
- Betteldorf
- Bettendorf
- Bettenfeld
- Bettingen
- Beulich
- Beuren (Eifel)
- Beuren
- Bickenbach
- Bickendorf
- Biebelnheim
- Biebelsheim
- Biebern
- Biebrich
- Biedershausen
- Biedesheim
- Biersdorf am See
- Biesdorf
- Bilkheim
- Billigheim-Ingenheim
- Binningen
- Binsfeld
- Birgel
- Birkenbeul
- Birkenheide
- Birken-Honigsessen
- Birkenhördt
- Birkheim
- Birkweiler
- Birlenbach
- Birnbach
- Birresborn
- Birtlingen
- Bischheim
- Bissersheim
- Bisterschied
- Bitzen
- Blankenrath
- Blaubach
- Bleckhausen
- Bleialf
- Bobenheim am Berg
- Bobenthal
- Böbingen
- Böchingen
- Bockenau
- Bockenheim an der Weinstraße
- Boden
- Bodenbach
- Bodenheim
- Bogel
- Bolanden
- Bollenbach
- Böllenborn
- Bollendorf
- Bölsberg
- Bonefeld
- Bonerath
- Bongard
- Boos (Mayen-Coblence)
- Boos (Nahe)
- Börfink
- Borler
- Bornheim (Hesse rhénane)
- Bornheim (Route-du-Vin-du-Sud)
- Bornich
- Borod
- Börrstadt
- Börsborn
- Bosenbach
- Bottenbach
- Boxberg
- Brachbach
- Brachtendorf
- Brandscheid (Eifel)
- Brandscheid (Westerwald)
- Brauneberg
- Braunshorn
- Braunweiler
- Brauweiler
- Brecht
- Breit
- Breitenau
- Breitenbach
- Breitenheim
- Breitenthal
- Breitscheid (Mayence-Bingen)
- Breitscheid (Westerwald)
- Breitscheidt
- Bremberg
- Bremm
- Brenk
- Bretthausen
- Bretzenheim
- Breunigweiler
- Brey
- Briedel
- Brieden
- Briedern
- Brimingen
- Brockscheid
- Brodenbach
- Brohl
- Brohl-Lützing
- Bruch
- Bruchertseifen
- Bruchhausen
- Bruchmühlbach-Miesau
- Bruchweiler
- Bruchweiler-Bärenbach
- Brücken
- Brücken (Pfalz)
- Brücktal
- Bruschied
- Bruttig-Fankel
- Bubach
- Bubenheim (Palatinat)
- Bubenheim (Mayence-Bingen)
- Buborn
- Buch (Hunsrück)
- Buch (Taunus)
- Büchel
- Büchenbeuren
- Buchet
- Buchholz
- Budenbach
- Büdesheim
- Büdlich
- Buhlenberg
- Bullay
- Bundenbach
- Bundenthal
- Burbach
- Bürdenbach
- Burg (Eifel)
- Burg
- Burgbrohl
- Burgen (Hunsrück)
- Burgen (Mayen-Coblence)
- Burglahr
- Burgschwalbach
- Burgsponheim
- Burrweiler
- Burtscheid
- Busenberg
- Busenhausen

#### C
- Caan
- Callbach
- Carlsberg
- Charlottenberg
- Clausen
- Contwig
- Cramberg
- Cronenberg

#### D
- Daaden
- Dachsenhausen
- Dackenheim
- Dackscheid
- Dahlem
- Dahlheim
- Dahnen
- Dalberg
- Daleiden
- Dalheim
- Dambach
- Damflos
- Damscheid
- Dankerath
- Dannenfels
- Dannstadt-Schauernheim
- Darscheid
- Darstein
- Dasburg
- Dattenberg
- Datzeroth
- Daubach (Hunsrück)
- Daubach (Westerwald)
- Dausenau
- Dauwelshausen
- Daxweiler
- Dedenbach
- Deesen
- Deimberg
- Dellfeld
- Demerath
- Dennweiler-Frohnbach
- Densborn
- Dernau
- Dernbach (Neuwied)
- Dernbach (Route-du-Vin-du-Sud)
- Dernbach (Westerwald)
- Derschen
- Desloch
- Dessighofen
- Detzem
- Deudesfeld
- Deuselbach
- Dexheim
- Dhronecken
- Dichtelbach
- Dickendorf
- Dickenschied
- Dickesbach
- Dieblich
- Diefenbach
- Dielkirchen
- Dienethal
- Dienheim
- Dienstweiler
- Dierbach
- Dierfeld
- Dierscheid
- Diethardt
- Dietrichingen
- Dill
- Dillendorf
- Dimbach
- Dingdorf
- Dintesheim
- Dirmstein
- Ditscheid
- Dittelsheim-Heßloch
- Dittweiler
- Dockendorf
- Dockweiler
- Dodenburg
- Dohm-Lammersdorf
- Dohr
- Dolgesheim
- Dommershausen
- Donsieders
- Dörnberg
- Dorn-Dürkheim
- Dornholzhausen
- Dörrebach
- Dörrenbach
- Dörrmoschel
- Dörscheid
- Dörsdorf
- Dorsel
- Dorsheim
- Dörth
- Döttesfeld
- Drees
- Dreifelden
- Dreikirchen
- Dreis
- Dreisbach
- Dreis-Brück
- Dreisen
- Duchroth
- Dudeldorf
- Dudenhofen
- Dümpelfeld
- Dünfus
- Düngenheim
- Dunzweiler
- Duppach
- Dürrholz

#### E
- Ebernhahn
- Ebertshausen
- Ebertsheim
- Echternacherbrück
- Echtershausen
- Eckelsheim
- Eckenroth
- Eckersweiler
- Eckfeld
- Edesheim
- Ediger-Eller
- Ehlenz
- Ehlscheid
- Ehr
- Ehweiler
- Eich
- Eichelhardt
- Eichen
- Eichenbach
- Eilscheid
- Eimsheim
- Einig
- Einöllen
- Einselthum
- Eisenach
- Eisenschmitt
- Eisighofen
- Eitelborn
- Elben
- Elbingen
- Elchweiler
- Elkenroth
- Ellenberg
- Ellenhausen
- Ellenz-Poltersdorf
- Ellern (Hunsrück)
- Ellerstadt
- Ellscheid
- Ellweiler
- Elmstein
- Elsoff
- Elzweiler
- Emmelbaum
- Emmelshausen
- Emmerzhausen
- Endlichhofen
- Engelstadt
- Enkenbach-Alsenborn
- Enkirch
- Ensch
- Ensheim
- Enspel
- Enzen
- Eppelsheim
- Eppenberg
- Eppenbrunn
- Eppenrod
- Erbach
- Erbes-Büdesheim
- Erden
- Erdesbach
- Erfweiler
- Ergeshausen
- Erlenbach bei Dahn
- Erlenbach bei Kandel
- Ernst
- Ernzen
- Erpel
- Erpolzheim
- Ersfeld
- Erzenhausen
- Esch (Bernkastel-Wittlich)
- Esch (Vulkaneifel)
- Eschbach (Rhin-Lahn)
- Eschbach (Route-du-Vin-du-Sud)
- Eschfeld
- Esselborn
- Essenheim
- Essingen
- Eßlingen
- Eßweiler
- Esthal
- Etgert
- Etschberg
- Etteldorf
- Ettinghausen
- Ettringen
- Etzbach
- Eulenberg
- Eulenbis
- Eulgem
- Euscheid
- Eußerthal
- Ewighausen

#### F
- Fachbach
- Faid
- Falkenstein
- Farschweiler
- Fehl-Ritzhausen
- Feilbingert
- Feilsdorf
- Fell
- Fensdorf
- Ferschweiler
- Feuerscheid
- Feusdorf
- Fiersbach
- Filsen
- Filz
- Finkenbach-Gersweiler
- Fisch
- Fischbach (près Idar-Oberstein)
- Fischbach (Kaiserlautern)
- Fischbach bei Dahn
- Fischbach-Oberraden
- Flacht
- Flammersfeld
- Flemlingen
- Fleringen
- Fließem
- Flomborn
- Flonheim
- Flörsheim-Dalsheim
- Flußbach
- Fluterschen
- Föckelberg
- Föhren
- Fohren-Linden
- Forst
- Forst (Eifel)
- Forst (Hunsrück)
- Forst an der Weinstraße
- Forstmehren
- Framersheim
- Frankelbach
- Frankeneck
- Frankenstein
- Frankweiler
- Franzenheim
- Frauenberg
- Freckenfeld
- Frei-Laubersheim
- Freilingen
- Freimersheim
- Freimersheim (Pfalz)
- Freirachdorf
- Freisbach
- Frettenheim
- Freudenburg
- Friedelsheim
- Friedewald
- Friesenhagen
- Friesenheim
- Frohnhofen
- Fronhofen
- Frücht
- Fuchshofen
- Fürfeld
- Fürthen
- Fußgönheim

#### G
- Gabsheim
- Gackenbach
- Galenberg
- Gamlen
- Gappenach
- Gau-Bickelheim
- Gau-Bischofsheim
- Gauersheim
- Gaugrehweiler
- Gau-Heppenheim
- Gau-Odernheim
- Gau-Weinheim
- Gebhardshain
- Gebroth
- Gefell
- Gehlert
- Gehlweiler
- Gehrweiler
- Geichlingen
- Geilnau
- Geiselberg
- Geisfeld
- Geisig
- Gelenberg
- Gemmerich
- Gemünd
- Gemünden (Hunsrück)
- Gemünden (Westerwald)
- Gensingen
- Gentingen
- Gerach
- Gerbach
- Gerhardsbrunn
- Gering
- Gerolsheim
- Gevenich
- Gieleroth
- Gielert
- Gierschnach
- Giershausen
- Giesdorf
- Giesenhausen
- Gillenbeuren
- Gillenfeld
- Gilzem
- Gimbsheim
- Gimbweiler
- Gindorf
- Ginsweiler
- Gipperath
- Girkenroth
- Girod
- Gladbach
- Glanbrücken
- Glan-Münchweiler
- Glees
- Gleisweiler
- Gleiszellen-Gleishorbach
- Göcklingen
- Goddert
- Gödenroth
- Gollenberg
- Göllheim
- Gommersheim
- Gonbach
- Gondenbrett
- Gondershausen
- Gondorf
- Gönnersdorf (près Bad Breisig)
- Gönnersdorf (Eifel)
- Gönnheim
- Görgeshausen
- Gornhausen
- Gösenroth
- Gossersweiler-Stein
- Graach an der Mosel
- Gräfendhron
- Gransdorf
- Greimerath (bei Trier)
- Greimerath (Eifel)
- Greimersburg
- Grenderich
- Griebelschied
- Gries
- Grimburg
- Grolsheim
- Großbundenbach
- Großfischlingen
- Großholbach
- Großkampenberg
- Großkarlbach
- Großlangenfeld
- Großlittgen
- Großmaischeid
- Großniedesheim
- Großseifen
- Großsteinhausen
- Grumbach
- Grünebach
- Guckheim
- Gückingen
- Guldental
- Güllesheim
- Gumbsheim
- Gunderath
- Gundersheim
- Gundersweiler
- Gundheim
- Guntersblum
- Gusenburg
- Gusterath
- Gutenacker
- Gutenberg
- Gutweiler

#### H
- Habscheid
- Hackenheim
- Hahn am See
- Hahn bei Marienberg
- Hahn (Rhénanie-Palatinat)
- Hahnenbach
- Hahnheim
- Hahnstätten
- Hahnweiler
- Hainau
- Hainfeld
- Halbs
- Hallgarten
- Hallschlag
- Halsdorf
- Halsenbach
- Hambach
- Hambuch
- Hamm am Rhein
- Hamm (Eifel)
- Hamm
- Hammerstein
- Hangen-Weisheim
- Hanhofen
- Hanroth
- Harbach
- Hardert
- Hardt
- Hargarten
- Hargesheim
- Harschbach
- Harscheid
- Harspelt
- Hartenfels
- Harthausen
- Härtlingen
- Harxheim
- Hasborn
- Haschbach am Remigiusberg
- Haserich
- Hasselbach (Rhin-Hunsrück)
- Hasselbach (Westerwald)
- Hattert
- Hattgenstein
- Hatzenbühl
- Hatzenport
- Hauenstein
- Hauptstuhl
- Hauroth
- Hausbay
- Hausen (Hunsrück)
- Hausen
- Hausten
- Hausweiler
- Hecken
- Heckenbach
- Heckenmünster
- Heckhuscheid
- Heddert
- Hefersweiler
- Heidenburg
- Heidesheim am Rhein
- Heidweiler
- Heilbach
- Heilberscheid
- Heilenbach
- Heiligenmoschel
- Heiligenroth
- Heimbach
- Heimborn
- Heimweiler
- Heinzenbach
- Heinzenberg
- Heinzenhausen
- Heisdorf
- Heistenbach
- Helferskirchen
- Hellenhahn-Schellenberg
- Hellertshausen
- Helmenzen
- Helmeroth
- Heltersberg
- Hemmelzen
- Henau
- Hennweiler
- Henschtal
- Hentern
- Herborn
- Herbstmühle
- Herchweiler
- Herforst
- Hergenfeld
- Hergenroth
- Hergersweiler
- Herl
- Hermersberg
- Herold
- Herren-Sulzbach
- Herresbach
- Herrstein
- Herschbach
- Herschbach (Oberwesterwald)
- Herschberg
- Herschbroich
- Herschweiler-Pettersheim
- Hersdorf
- Herxheim am Berg
- Herxheim bei Landau/Pfalz
- Herxheimweyher
- Herzfeld
- Heßheim
- Hesweiler
- Hettenhausen
- Hettenleidelheim
- Hettenrodt
- Hetzerath
- Heuchelheim bei Frankenthal
- Heuchelheim-Klingen
- Heupelzen
- Heuzert
- Hilgenroth
- Hilgert
- Hillesheim
- Hillscheid
- Hilscheid
- Hilst
- Himmighofen
- Hintertiefenbach
- Hinterweidenthal
- Hinterweiler
- Hinzenburg
- Hinzert-Pölert
- Hinzweiler
- Hirschberg
- Hirschfeld (Hunsrück)
- Hirschhorn/Pfalz
- Hirschthal
- Hirten
- Hirz-Maulsbach
- Hisel
- Hochborn
- Hochdorf-Assenheim
- Hochscheid
- Hochspeyer
- Hochstadt (Pfalz)
- Hochstätten
- Höchstberg
- Höchstenbach
- Hochstetten-Dhaun
- Hockweiler
- Hof
- Hoffeld
- Höheinöd
- Höheischweiler
- Hohenfels-Essingen
- Hohenleimbach
- Hohenöllen
- Hohen-Sülzen
- Höhfröschen
- Höhn
- Holler
- Hollnich
- Holsthum
- Holzappel
- Holzbach
- Holzerath
- Holzhausen an der Haide
- Holzheim
- Homberg (bei Lauterecken)
- Homberg (Westerwald)
- Hömberg
- Hommerdingen
- Honerath
- Hönningen
- Hontheim
- Hoppstädten
- Hoppstädten-Weiersbach
- Horath
- Horbach (arrondissement de Bad Kreuznach)
- Horbach (arrondissement du Palatinat-Sud-Ouest)
- Horbach (arrondissement de Westerwald)
- Horbruch
- Hördt
- Horhausen (Rhin-Lahn)
- Horhausen (Westerwald)
- Höringen
- Horn
- Horperath
- Horrweiler
- Horschbach
- Hörscheid
- Hörschhausen
- Hosten
- Hottenbach
- Hövels
- Hübingen
- Hüblingen
- Hüffelsheim
- Hüffler
- Hümmel
- Hümmerich
- Hundsangen
- Hundsbach
- Hundsdorf
- Hungenroth
- Hunzel
- Hupperath
- Hütschenhausen
- Hütten
- Hütterscheid
- Hüttingen an der Kyll
- Hüttingen bei Lahr

#### I
- Idelberg
- Idenheim
- Idesheim
- Igel
- Ilbesheim
- Ilbesheim bei Landau in der Pfalz
- Illerich
- Immerath
- Immert
- Immesheim
- Impflingen
- Imsbach
- Imsweiler
- Ingelbach
- Ingendorf
- Insheim
- Insul
- Ippenschied
- Irmenach
- Irmtraut
- Irrel
- Irrhausen
- Irsch
- Isenburg
- Isert
- Isselbach

#### J
- Jakobsweiler
- Jeckenbach
- Jettenbach
- Jockgrim
- Jucken
- Jugenheim in Rheinhessen
- Jünkerath

#### K
- Kaden
- Kadenbach
- Kaifenheim
- Kail
- Kalenborn (arrondissement d'Ahrweiler)
- Kalenborn (arrondissement de Cochem-Zell)
- Kalenborn-Scheuern
- Kalkofen
- Kallstadt
- Kalt
- Kaltenborn
- Kaltenengers
- Kaltenholzhausen
- Kammerforst
- Kamp-Bornhofen
- Kanzem
- Kapellen-Drusweiler
- Kaperich
- Kappel
- Kappeln
- Kapsweyer
- Karbach
- Karl
- Karlshausen
- Kasbach-Ohlenberg
- Kaschenbach
- Kasdorf
- Kasel
- Käshofen
- Kastel-Staadt
- Katzenbach
- Katzweiler
- Katzwinkel (Vulkaneifel)
- Katzwinkel (Sieg)
- Kausen
- Kehlbach
- Kehrig
- Keidelheim
- Kelberg
- Kell am See
- Kellenbach
- Kemmenau
- Kempenich
- Kempfeld
- Kenn
- Keppeshausen
- Kerben
- Kerpen (Eifel)
- Kerschenbach
- Kerzenheim
- Kescheid
- Kesfeld
- Kesseling
- Kesten
- Kestert
- Kettenhausen
- Kettenheim
- Kettig
- Kickeshausen
- Kindenheim
- Kinderbeuern
- Kindsbach
- Kinheim
- Kinzenburg
- Kirburg
- Kircheib
- Kirchheim an der Weinstraße
- Kirchsahr
- Kirchwald
- Kirchweiler
- Kirf
- Kirrweiler
- Kirrweiler (Pfalz)
- Kirsbach
- Kirschroth
- Kirschweiler
- Kisselbach
- Klausen
- Kleinbundenbach
- Kleinfischlingen
- Kleinich
- Kleinkarlbach
- Kleinlangenfeld
- Kleinmaischeid
- Kleinniedesheim
- Kleinsteinhausen
- Klein-Winternheim
- Kliding
- Klingelbach
- Klingenmünster
- Klosterkumbd
- Klotten
- Kludenbach
- Klüsserath
- Knittelsheim
- Knopp-Labach
- Knöringen
- Kobern-Gondorf
- Kölbingen
- Kollig
- Kollweiler
- Kolverath
- Kommen
- Köngernheim
- Königsau
- Königsfeld
- Konken
- Kopp
- Körborn
- Kordel
- Kördorf
- Korlingen
- Körperich
- Korweiler
- Kottenborn
- Kottenheim
- Kötterichen
- Kottweiler-Schwanden
- Köwerich
- Koxhausen
- Kraam
- Kradenbach
- Krähenberg
- Kratzenburg
- Krautscheid
- Kreimbach-Kaulbach
- Kretz
- Krickenbach
- Kriegsfeld
- Kronweiler
- Kroppach
- Kröppen
- Krottelbach
- Kröv
- Kruchten
- Kruft
- Krümmel
- Krummenau
- Krunkel
- Kuhardt
- Kuhnhöfen
- Külz (Hunsrück)
- Kümbdchen
- Kundert
- Kurtscheid
- Kyllburgweiler

#### L
- Lahr (Eifel)
- Lahr (Cochem-Zell)
- Lambertsberg
- Lambsborn
- Lampaden
- Landkern
- Landscheid
- Langenbach bei Kirburg
- Langenbach (Kusel)
- Langenfeld
- Langenhahn
- Langenlonsheim
- Langenscheid
- Langenthal
- Langscheid
- Langsur
- Langweiler (près Idar-Oberstein)
- Langweiler (Kusel)
- Langwieden
- Lascheid
- Lasel
- Laubach (Cochem-Zell)
- Laubach (Rhin-Hunsrück)
- Laubenheim
- Laudert
- Laufeld
- Laufersweiler
- Laumersheim
- Lauperath
- Laurenburg
- Lauschied
- Lautersheim
- Lautert
- Lautzenbrücken
- Lautzenhausen
- Lehmen
- Leidenborn
- Leienkaul
- Leimbach (près Adenau)
- Leimbach (près Neuerburg)
- Leimen
- Leimersheim
- Leiningen
- Leinsweiler
- Leisel
- Leitzweiler
- Leiwen
- Lemberg
- Lettweiler
- Leubsdorf
- Leuterod
- Leutesdorf
- Lichtenborn
- Liebenscheid
- Liebshausen
- Lieg
- Lierfeld
- Lierschied
- Liesenich
- Lieser
- Ließem
- Limbach (bei Kirn)
- Limbach (Westerwald)
- Lind (arrondissement d'Ahrweiler)
- Lind (arrondissement de Mayen-Coblence)
- Linden (Kaiserslautern)
- Linden (Westerwald)
- Lindenberg
- Lindenschied
- Lingenfeld
- Lingerhahn
- Linkenbach
- Lipporn
- Lirstal
- Lissendorf
- Lochum
- Löf
- Lohnsfeld
- Lohnweiler
- Lohrheim
- Löllbach
- Lollschied
- Longen
- Longkamp
- Longuich
- Lonnig
- Lonsheim
- Lorscheid
- Lörzweiler
- Lösnich
- Lötzbeuren
- Luckenbach
- Lückenburg
- Ludwigshöhe
- Ludwigswinkel
- Lug
- Lünebach
- Lustadt
- Lütz
- Lutzerath
- Lützkampen
- Luxem
- Lykershausen

#### M
- Macken
- Mackenbach
- Mackenrodt
- Mähren
- Maikammer
- Maisborn
- Maitzborn
- Malberg (Eifel)
- Malberg (Westerwald)
- Malbergweich
- Malborn
- Mammelzen
- Mandel
- Mandern
- Manderscheid
- Mannebach (Trèves-Sarrebourg)
- Mannebach (Vulkaneifel)
- Mannweiler-Cölln
- Manubach
- Marienfels
- Marienhausen
- Marienrachdorf
- Maring-Noviand
- Marnheim
- Maroth
- Martinshöhe
- Martinstein
- Marzhausen
- Masburg
- Maßweiler
- Mastershausen
- Masthorn
- Matzenbach
- Matzerath
- Mauchenheim
- Mauden
- Mauel
- Mauschbach
- Maxdorf
- Maxsain
- Mayschoß
- Meckel
- Meckenbach (arrondissement de Bad Kreuznach)
- Meckenbach (arrondissement de Birkenfeld)
- Meckenheim
- Medard
- Meddersheim
- Meerfeld
- Mehlbach
- Mehlingen
- Mehren (Vulkaneifel)
- Mehren (Westerwald)
- Mehring
- Meinborn
- Meisburg
- Melsbach
- Mengerschied
- Menningen
- Merkelbach
- Merlscheid
- Mermuth
- Merschbach
- Mertesdorf
- Mertesheim
- Mertloch
- Merxheim
- Merzalben
- Merzkirchen
- Merzweiler
- Mesenich
- Messerich
- Mettendorf
- Mettenheim
- Metterich
- Mettweiler
- Metzenhausen
- Meudt
- Meuspath
- Michelbach (Rhin-Hunsrück)
- Michelbach (Westerwald)
- Miehlen
- Miellen
- Minden
- Minderlittgen
- Minfeld
- Minheim
- Misselberg
- Mittelbrunn
- Mittelfischbach
- Mittelhof
- Mittelreidenbach
- Mittelstrimmig
- Mogendorf
- Molsberg
- Mölsheim
- Molzhain
- Mommenheim
- Monreal
- Monsheim
- Möntenich
- Monzelfeld
- Monzernheim
- Monzingen
- Moritzheim
- Mörlen
- Mörsbach
- Mörschbach
- Morscheid
- Morschheim
- Mörschied
- Mörsdorf
- Mörsfeld
- Morshausen
- Mörstadt
- Mosbruch
- Morschheim
- Moselkern
- Mückeln
- Müden (Mosel)
- Mudenbach
- Mudersbach
- Mudershausen
- Mühlpfad
- Mülbach
- Mülheim an der Mosel
- Müllenbach (arrondissement d'Ahrweiler)
- Müllenbach (arrondissement de Cochem-Zell)
- Münchwald
- Münchweiler am Klingbach
- Münchweiler an der Alsenz
- Münchweiler an der Rodalb
- Mündersbach
- Münk
- Münsterappel
- Münster-Sarmsheim
- Mürlenbach
- Müsch
- Müschenbach
- Musweiler
- Mutterschied
- Mützenich
- Muxerath

#### N
- Nachtsheim
- Nack
- Nackenheim
- Nannhausen
- Nanzdietschweiler
- Nasingen
- Nattenheim
- Naunheim
- Nauort
- Nauroth
- Naurath (Eifel)
- Naurath (Wald)
- Neef
- Nehren
- Neichen
- Neidenbach
- Neidenfels
- Neitersen
- Nentershausen
- Nerdlen
- Neroth
- Nerzweiler
- Netzbach
- Neu-Bamberg
- Neuburg am Rhein
- Neuendorf
- Neuerkirch
- Neuhäusel
- Neuheilenbach
- Neuhemsbach
- Neuhütten
- Neuleiningen
- Neumagen-Dhron
- Neunkhausen
- Neunkirchen am Potzberg
- Neunkirchen (Hunsrück)
- Neunkirchen (Westerwald)
- Neupotz
- Neustadt/Westerwald
- Neustadt
- Newel
- Ney
- Nickenich
- Niederahr
- Niederalben
- Niederbachheim
- Niederbreitbach
- Niederbrombach
- Niederburg
- Niederdreisbach
- Niederdürenbach
- Niederelbert
- Niedererbach
- Niederfell
- Niederfischbach
- Niedergeckler
- Niederhambach
- Niederhausen (Nahe)
- Niederhausen an der Appel
- Niederheimbach
- Nieder-Hilbersheim
- Niederhofen
- Niederhorbach
- Niederhosenbach
- Niederirsen
- Niederkirchen
- Niederkirchen bei Deidesheim
- Nieder Kostenz
- Niederkumbd
- Niederlauch
- Niedermohr
- Niedermoschel
- Niederneisen
- Niederöfflingen
- Niederotterbach
- Niederpierscheid
- Niederraden
- Niederroßbach
- Niedersayn
- Niederscheidweiler
- Niederschlettenbach
- Niedersohren
- Niederstadtfeld
- Niederstaufenbach
- Niederstedem
- Niedersteinebach
- Niedert
- Niedertiefenbach
- Niederwallmenach
- Niederwambach
- Niederweiler (Eifel)
- Niederweiler
- Niederweis
- Niederwerth
- Nieder-Wiesen
- Niederwörresbach
- Niederzissen
- Niehl
- Niersbach
- Nierstein
- Nievern
- Nimshuscheid
- Nimsreuland
- Nister
- Nisterau
- Nisterberg
- Nister-Möhrendorf
- Nistertal
- Nittel
- Nitz
- Nochern
- Nohen
- Nohn
- Nomborn
- Norath
- Nordhofen
- Norheim
- Norken
- Nörtershausen
- Nothweiler
- Nünschweiler
- Nürburg
- Nusbaum
- Nußbach
- Nußbaum

#### O
- Oberahr
- Oberalben
- Oberarnbach
- Oberbachheim
- Oberbettingen
- Oberbillig
- Oberbrombach
- Oberdiebach
- Oberdreis
- Oberdürenbach
- Oberehe-Stroheich
- Oberelbert
- Oberelz
- Obererbach (Wallmerod)
- Obererbach (Westerwald)
- Oberfell
- Oberfischbach
- Ober-Flörsheim
- Obergeckler
- Oberhaid
- Oberhambach
- Oberhausen (Route-du-Vin-du-Sud)
- Oberhausen an der Appel
- Oberhausen an der Nahe
- Oberhausen bei Kirn
- Oberheimbach
- Ober-Hilbersheim
- Oberhonnefeld-Gierend
- Oberhosenbach
- Oberirsen
- Oberkail
- Oberkirn
- Ober Kostenz
- Oberlahr
- Oberlascheid
- Oberlauch
- Obernau
- Oberndorf
- Oberneisen
- Obernheim-Kirchenarnbach
- Obernhof
- Oberöfflingen
- Ober-Olm
- Oberotterbach
- Oberpierscheid
- Oberraden
- Oberreidenbach
- Oberrod
- Oberroßbach
- Oberscheidweiler
- Oberschlettenbach
- Obersimten
- Oberstadtfeld
- Oberstaufenbach
- Oberstedem
- Obersteinebach
- Oberstreit
- Obersülzen
- Obertiefenbach
- Oberwallmenach
- Oberwambach
- Oberweiler (Eifel)
- Oberweiler im Tal
- Oberweiler-Tiefenbach
- Oberweis
- Oberwies
- Oberwiesen
- Oberwörresbach
- Oberzissen
- Obrigheim (Pfalz)
- Ochtendung
- Ockenfels
- Ockenheim
- Ockfen
- Odenbach
- Odernheim am Glan
- Oelsberg
- Offenbach an der Queich
- Offenbach-Hundheim
- Offenheim
- Offstein
- Ohlenhard
- Ohlweiler
- Ohmbach
- Ollmuth
- Olmscheid
- Olsbrücken
- Olsdorf
- Ölsen
- Olzheim
- Onsdorf
- Oppertshausen
- Orbis
- Orenhofen
- Orfgen
- Orlenbach
- Ormont
- Orsfeld
- Osann-Monzel
- Osburg
- Osterspai
- Otterbach
- Ottersheim
- Ottersheim bei Landau
- Otterstadt
- Ötzingen
- Otzweiler

#### P
- Palzem
- Pantenburg
- Panzweiler
- Partenheim
- Paschel
- Patersberg
- Peffingen
- Pellingen
- Pelm
- Perscheid
- Petersberg
- Peterslahr
- Peterswald-Löffelscheid
- Pfaffen-Schwabenheim
- Pfalzfeld
- Pfeffelbach
- Philippsheim
- Pickließem
- Piesport
- Pillig
- Pintesfeld
- Pittenbach
- Plaidt
- Plascheid
- Platten
- Pleckhausen
- Plein
- Pleisweiler-Oberhofen
- Pleitersheim
- Pleizenhausen
- Plütscheid
- Pluwig
- Pohl
- Pölich
- Pommern
- Pomster
- Pottum
- Pracht
- Prath
- Preischeid
- Preist
- Pronsfeld
- Prümzurlay
- Puderbach
- Pünderich

#### Q
- Queidersbach
- Quiddelbach
- Quirnbach
- Quirnbach/Pfalz
- Quirnheim

#### R
- Racksen
- Ralingen
- Ramberg
- Rammelsbach
- Ramsen
- Ranschbach
- Ransweiler
- Rascheid
- Rathskirchen
- Rathsweiler
- Ratzert
- Raubach
- Raumbach
- Ravengiersburg
- Raversbeuren
- Rayerschied
- Rech
- Reckenroth
- Reckershausen
- Rehbach
- Rehborn
- Rehe
- Rehweiler
- Reich
- Reichenbach
- Reichenbach-Steegen
- Reichenberg
- Reichsthal
- Reichweiler
- Reidenhausen
- Reifenberg
- Reiferscheid
- Reiff
- Reiffelbach
- Reifferscheid
- Reil
- Reimerath
- Reinsfeld
- Reipeldingen
- Reipoltskirchen
- Reitzenhain
- Relsberg
- Rengsdorf
- Retterath
- Rettersen
- Rettershain
- Rettert
- Reudelsterz
- Reuth
- Rhaunen
- Rheinböllen
- Rheinbreitbach
- Rheinbrohl
- Rheinzabern
- Rhodt unter Rietburg
- Riedelberg
- Rieden
- Riegenroth
- Rieschweiler-Mühlbach
- Riesweiler
- Rimsberg
- Rinnthal
- Rinzenberg
- Riol
- Rittersdorf
- Rittersheim
- Rivenich
- Riveris
- Rockeskyll
- Rodder
- Rödelhausen
- Rodenbach
- Rodenbach bei Puderbach
- Rödern
- Rodershausen
- Rödersheim-Gronau
- Roes
- Röhl
- Rohrbach (arrondissement de Birkenfeld)
- Rohrbach (arrondissement de Rhin-Hunsrück)
- Rohrbach (arrondissement de la Route-du-Vin-du-Sud)
- Rommersheim
- Rorodt
- Roschbach
- Roscheid
- Rosenheim
- Rosenkopf
- Roßbach (Westerwald)
- Roßbach (Neuwied)
- Rotenhain
- Roth (près Hamm (Sieg))
- Roth (bei  Stromberg)
- Roth (Rhin-Hunsrück)
- Roth (Rhin-Lahn)
- Roth an der Our
- Roth bei Prüm
- Rothenbach
- Rothselberg
- Rötsweiler-Nockenthal
- Rott
- Roxheim
- Rüber
- Rückeroth
- Rückweiler
- Rüdesheim
- Rülzheim
- Rumbach
- Rümmelsheim
- Ruppach-Goldhausen
- Ruppertsecken
- Ruppertsberg
- Ruppertshofen
- Ruppertsweiler
- Ruschberg
- Rüscheid
- Rüssingen
- Ruthweiler
- Rutsweiler am Glan
- Rutsweiler an der Lauter

#### S
- Saalstadt
- Saffig
- Salm
- Salmtal
- Salz
- Salzburg
- Sankt Alban
- Sankt Aldegund
- Sankt Johann (Mayen-Coblence)
- Sankt Johann (Mayence-Bingen)
- Sankt Julian
- Sankt Katharinen
- Sankt Katharinen (Landkreis Neuwied)
- Sankt Martin
- Sankt Sebastian
- Sankt Thomas
- Sargenroth
- Sarmersbach
- Sassen
- Sauerthal
- Saulheim
- Saxler
- Schalkenbach
- Schalkenmehren
- Schallodenbach
- Schankweiler
- Scharfbillig
- Schauerberg
- Schauren (arrondissement de Birkenfeld)
- Schauren (arrondissement de Cochem-Zell)
- Scheibenhardt
- Scheid
- Scheidt
- Scheitenkorb
- Schellweiler
- Schenkelberg
- Scheuerfeld
- Scheuern
- Schiersfeld
- Schiesheim
- Schillingen
- Schindhard
- Schladt
- Schleich
- Schleid
- Schlierschied
- Schloßböckelheim
- Schmalenberg
- Schmidthachenbach
- Schmißberg
- Schmitshausen
- Schmitt
- Schmittweiler
- Schneckenhausen
- Schneppenbach
- Schnorbach
- Schoden
- Schömerich
- Schönau (Pfalz)
- Schönbach
- Schönberg
- Schönborn (Rhin-Hunsrück)
- Schönborn (Palatinat)
- Schönborn (Rhin-Lahn)
- Schöndorf
- Schöneberg (Hunsrück)
- Schöneberg (Westerwald)
- Schönecken
- Schönenberg-Kübelberg
- Schopp
- Schornsheim
- Schuld
- Schüller
- Schürdt
- Schutz
- Schutzbach
- Schwabenheim an der Selz
- Schwall
- Schwanheim
- Schwarzen
- Schwarzenborn
- Schwarzerden
- Schwedelbach
- Schwegenheim
- Schweigen-Rechtenbach
- Schweighausen
- Schweighofen
- Schweinschied
- Schweisweiler
- Schweix
- Schweppenhausen
- Schwerbach
- Schwirzheim
- Schwollen
- Seck
- Seelbach
- Seelbach bei Hamm (Sieg)
- Seelbach (Westerwald)
- Seelen
- Seesbach
- Seffern
- Sefferweich
- Sehlem
- Seibersbach
- Seifen
- Seinsfeld
- Seiwerath
- Selbach
- Selchenbach
- Sellerich
- Selzen
- Sembach
- Sengerich
- Senheim
- Senscheid
- Sensweiler
- Serrig
- Sessenbach
- Sessenhausen
- Sevenig bei Neuerburg
- Sevenig
- Siebeldingen
- Siebenbach
- Siefersheim
- Sien
- Sienhachenbach
- Sierscheid
- Siershahn
- Siesbach
- Silz
- Simmern (Westerwald)
- Simmertal
- Singhofen
- Sinspelt
- Sippersfeld
- Sitters
- Sohren
- Sohrschied
- Sommerau
- Sommerloch
- Sonnenberg-Winnenberg
- Sonnschied
- Sörgenloch
- Sörth
- Sosberg
- Spabrücken
- Spall
- Spangdahlem
- Spay
- Speicher
- Spesenroth
- Spessart
- Spiesheim
- Spirkelbach
- Sponheim
- Sprendlingen
- Stadecken-Elsheim
- Stadtkyll
- Stahlberg
- Stahlhofen
- Stahlhofen am Wiesensee
- Standenbühl
- Starkenburg
- Staudernheim
- Staudt
- Stebach
- Steffeln
- Steimel
- Steinalben
- Steinbach (Rhin-Hunsrück)
- Steinbach au Mont-Tonnerre
- Steinbach am Glan
- Stein-Bockenheim
- Steinborn
- Steinebach an der Wied
- Steinebach/Sieg
- Steineberg
- Steinefrenz
- Steinen
- Steineroth
- Steinfeld
- Steiningen
- Stein-Neukirch
- Steinsberg
- Steinweiler
- Steinwenden
- Stein-Wingert
- Stelzenberg
- Stetten
- Stipshausen
- Stockem
- Stockhausen-Illfurth
- Stockum-Püschen
- Straßenhaus
- Streithausen
- Strickscheid
- Strohn
- Strotzbüsch
- Strüth
- Stürzelbach
- Sülm
- Sulzbach (près Idar-Oberstein)
- Sulzbach (Rhin-Lahn)
- Sulzbachtal
- Sulzheim

#### T
- Taben-Rodt
- Talling
- Tawern
- Tellig
- Temmels
- Teschenmoschel
- Thaleischweiler-Fröschen
- Thalfang
- Thalhausen
- Thallichtenberg
- Theisbergstegen
- Thomm
- Thörlingen
- Thörnich
- Thür
- Tiefenbach (Rhénanie-Palatinat)
- Tiefenthal (Hesse rhénane)
- Tiefenthal (Palatinat)
- Todenroth
- Traisen
- Trassem
- Trechtingshausen
- Treis-Karden
- Trierscheid
- Trierweiler
- Trimbs
- Trimport
- Trippstadt
- Trittenheim
- Trulben

#### U
- Übereisenbach
- Udenheim
- Üdersdorf
- Udler
- Uelversheim
- Uersfeld
- Ueß
- Uhler
- Ulmen
- Ulmet
- Undenheim
- Unkenbach
- Unnau
- Unterjeckenbach
- Untershausen
- Unzenberg
- Uppershausen
- Urbach
- Urbar (Mayen-Coblence)
- Urbar (Rhin-Hunsrück)
- Urmersbach
- Urmitz
- Urschmitt
- Ürzig
- Usch
- Utscheid
- Üttfeld
- Utzenhain
- Utzerath
- Üxheim

#### V
- Valwig
- Veitsrodt
- Veldenz
- Vendersheim
- Venningen
- Vettelschoß
- Vielbach
- Vierherrenborn
- Vinningen
- Virneburg
- Völkersweiler
- Volkerzen
- Volkesfeld
- Vollmersbach
- Vollmersweiler
- Volxheim
- Vorderweidenthal

#### W
- Wachenheim
- Wackernheim
- Wagenhausen
- Wahlbach
- Wahlenau
- Wahlheim
- Wahlrod
- Wahnwegen
- Waigandshain
- Waldalgesheim
- Waldböckelheim
- Waldbreitbach
- Waldesch
- Waldfischbach-Burgalben
- Waldgrehweiler
- Waldhambach
- Waldhof-Falkenstein
- Waldlaubersheim
- Waldleiningen
- Waldmohr
- Waldmühlen
- Waldorf
- Waldrach
- Waldrohrbach
- Waldsee
- Waldweiler
- Walhausen
- Wallenborn
- Wallendorf
- Wallersheim
- Wallertheim
- Wallhalben
- Wallhausen
- Wallmenroth
- Wallmerod
- Wallscheid
- Walsdorf
- Walshausen
- Walsheim
- Walterschen
- Warmsroth
- Wartenberg-Rohrbach
- Wasenbach
- Wassenach
- Wasserliesch
- Wattenheim
- Watzerath
- Wawern
- Wawern
- Waxweiler
- Wehr
- Weibern
- Weiden
- Weidenbach (Rhin-Lahn)
- Weidenbach (Vulkaneifel)
- Weidenhahn
- Weidenthal
- Weidingen
- Weiler (Cochem-Zell)
- Weiler (Mayen-Coblence)]
- Weiler bei Bingen
- Weiler bei Monzingen
- Weilerbach
- Weinähr
- Weingarten
- Weinolsheim
- Weinsheim (près Bad Kreuznach)
- Weinsheim (Eifel)
- Weisel
- Weisenheim am Berg
- Weisenheim am Sand
- Weitefeld
- Weitersbach
- Weitersborn
- Weitersburg
- Weitersweiler
- Welcherath
- Welchweiler
- Welgesheim
- Welkenbach
- Wellen
- Welling
- Welschbillig
- Welschenbach
- Welschneudorf
- Welterod
- Weltersburg
- Wendelsheim
- Werkhausen
- Wernersberg
- Weroth
- Wershofen
- Weselberg
- Westernohe
- Westheim
- Westhofen
- Wettlingen
- Weyer
- Weyerbusch
- Weyher in der Pfalz
- Wickenrodt
- Wiebelsheim
- Wied
- Wierschem
- Wiersdorf
- Wiesbach
- Wiesbaum
- Wiesemscheid
- Wiesweiler
- Wilgartswiesen
- Willingen
- Willmenrod
- Willroth
- Willwerscheid
- Wilsecker
- Wiltingen
- Wilzenberg-Hußweiler
- Wimbach
- Wincheringen
- Winden (Germersheim)
- Winden (Rhin-Lahn)
- Windesheim
- Windhagen
- Winkel (Eifel)
- Winkelbach
- Winnen
- Winnerath
- Winningen
- Winnweiler
- Winringen
- Winterbach
- Winterbach (Pfalz)
- Winterborn
- Winterburg
- Winterscheid
- Wintersheim
- Winterspelt
- Winterwerb
- Wintrich
- Wirft
- Wirfus
- Wirscheid
- Wirschweiler
- Wißmannsdorf
- Wittgert
- Woldert
- Wölferlingen
- Wolfsheim
- Wolken
- Wollmerath
- Wöllstein
- Wölmersen
- Wolsfeld
- Womrath
- Wonsheim
- Woppenroth
- Wörrstadt
- Würrich
- Würzweiler
- Wüschheim

#### Z
- Zehnhausen bei Rennerod
- Zehnhausen bei Wallmerod
- Zeiskam
- Zellertal
- Zeltingen-Rachtig
- Zemmer
- Zendscheid
- Zerf
- Zettingen
- Ziegenhain
- Zilshausen
- Zimmerschied
- Zornheim
- Zotzenheim
- Züsch
- Zweifelscheid